# Just Tell Me What You Want
Pour plus de détails, voir Fiche technique et Distribution.
Just Tell Me What You Want est un film américain réalisé par Sidney Lumet et sorti en 1980.

## Synopsis
Max Herschel est le riche propriétaire d'un empire télévisuel. Marié, il a une maitresse, la productrice "Bones" Burton, qui n'est autre qu'une employée. Souhaitant une relation plus sérieuse, la jeune femme met fin à la relation. Elle se met alors en couple avec un homme plus jeune, le dramaturge Steven Routledge. Cela n'est pas du tout du goût de Max, qui n'est du genre à accepter la défaite, en affaire comme en amour.

## Fiche technique
Sauf indication contraire, les informations mentionnées dans cette section peuvent être confirmées par la base de données cinématographiques IMDb,  présente dans la section « Liens externes ».
- Titre original : Just Tell Me What You Want
- Réalisation : Sidney Lumet
- Scénario : Jay Presson Allen, d'après son propre roman
- Musique : Charles Strouse
- Direction artistique : John Jay Moore
- Décors : Tony Walton
- Costumes : Gloria Gresham et Tony Walton
- Photographie : Oswald Morris
- Montage : Jack Fitzstephens
- Production : Sidney Lumet et Jay Presson Allen

Producteur délégué : Burtt Harris
- Sociétés de production : Warner Bros.
- Sociétés de distribution : Warner Bros. (États-Unis)
- Budget : n/a
- Pays de production :  États-Unis
- Langue originale : anglais
- Format : couleur
- Genre : comédie romantique
- Durée : 112 minutes
- Date de sortie[1] :
  - États-Unis : 18 janvier 1980
- Classification[2] :
  - États-Unis : R

## Distribution
- Alan King : Max Herschel
- Ali MacGraw : Bones Burton
- Peter Weller : Steven Routledge
- Keenan Wynn : Seymour Berger
- Tony Roberts : Mike Berger
- Myrna Loy : Stella Liberti
- Dina Merrill : Connie Herschel
- Joseph Maher : Dr Coleson

## Production
Le tournage a lieu New York, notamment dans le Queens (Kaufman Astoria Studios, Paramount Studios) à Manhattan (Katz's Delicatessen), Long Island (Old Westbury).

## Accueil
Dans le magazine Time, Frank Rich écrit notamment « Après 20 minutes rapides, le film perd son assurance et son sens du but. En effet, le scénario de Jay Presson Allen tourne comme un marin ivre. Par moments, Just Tell Me est une histoire sombre et déroutante de luttes de pouvoir d'entreprise, un récit sirupeux d'un triangle amoureux et une satire bâclée du show business... Il y a encore des moments brillants, mais ils sont séparés par des scènes flasques et mal enchaînées qui ne vont nulle part longuement. Les quelques points forts appartiennent à King et MacGraw. [Il] est trop minou pour transmettre la ténacité du héros, mais il livre les meilleures sorties d'Allen avec une vitesse crépitante ... Bien que MacGraw ne soit pas une comédienne, elle est animée et ludique pour la première fois de mémoire. »